# Ivan Mandricenco
Ivan Mandricenco (în rusă Иван Иванович Мандриченко, în ucraineană Іван Іванович Мандриченко; n. 18 iunie 1965) este un antrenor de fotbal și fost fotbalist moldovean care juca pe postul de fundaș sau mijlocaș. Cu echipa Kuban Krasnodar a jucat 12 meciuri în Prima Ligă Rusă, iar din 1993 până la retragerea sa la finele anilor 1990 a jucat în jur de 100 de meciuri în Divizia Națională.
Din februarie 2006 până în 2008 a antrenat clubul CSCA-Steaua Chișinău din Divizia Națională. Din vara anului 2013 este antrenor principal al clubului Dacia-2 Buiucani.